# Gare de Saint-Jean-sur-Veyle
La gare de Saint-Jean-sur-Veyle est une gare ferroviaire française de la ligne de Mâcon à Ambérieu, située sur le territoire de la commune de Saint-Jean-sur-Veyle, dans le département de l'Ain, en région Auvergne-Rhône-Alpes.

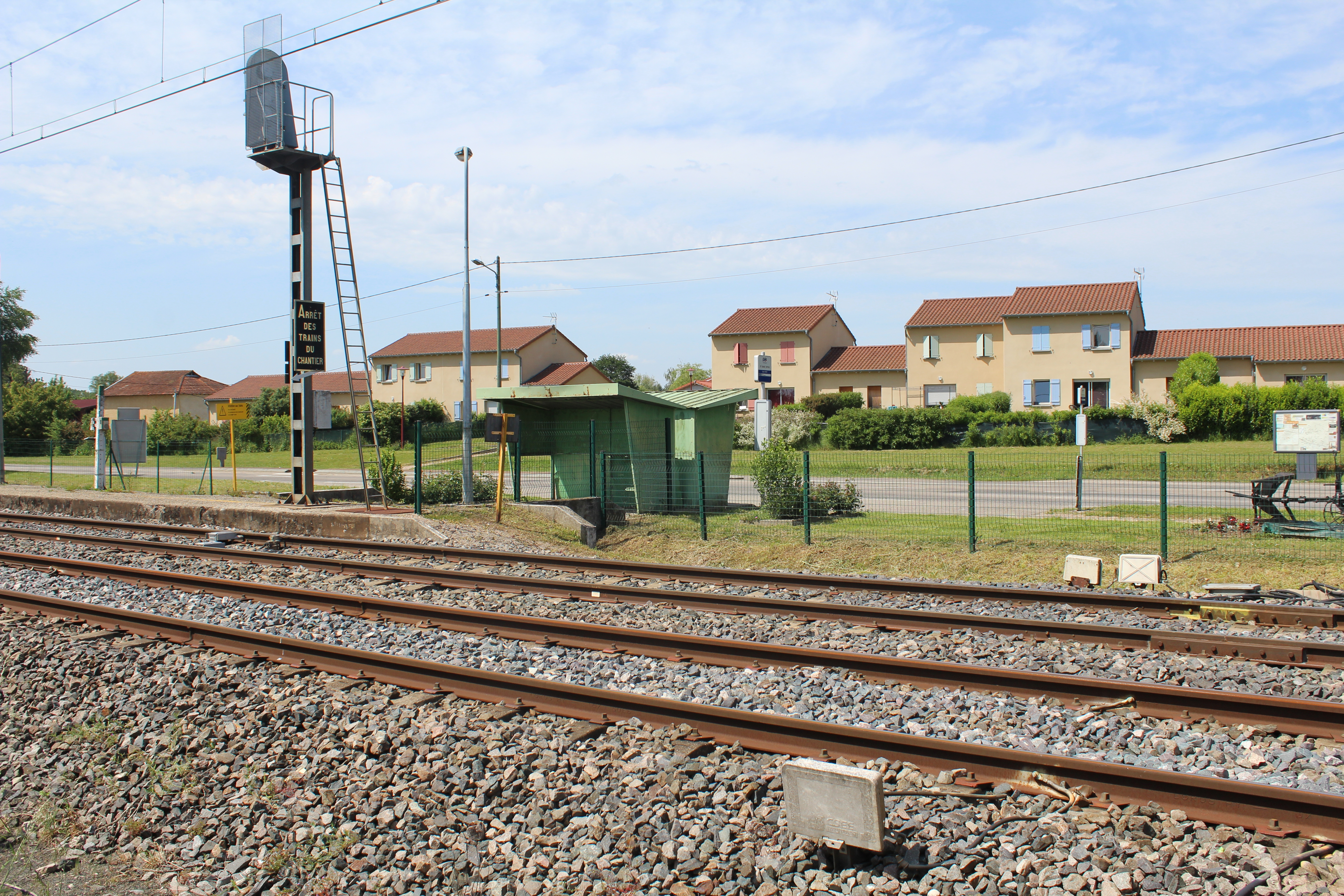
Vue sur l'ancienne gare de Saint-Jean-sur-Veyle

Mise en service en 1857, elle est fermée au trafic voyageurs en 2007 par la société nationale des chemins de fer français (SNCF).

## Situation ferroviaire
Établie à 184 mètres d'altitude, le point d'arrêt de Saint-Jean-sur-Veyle est située au point kilométrique (PK) 9,768 de la ligne de Mâcon à Ambérieu, entre les gares ouvertes de Pont-de-Veyle et Vonnas.

## Histoire
Le 6 juin 1857, a lieu la mise en service de la ligne de chemin de fer entre Mâcon et Bourg-en-Bresse, par la Compagnie des chemins de fer de Paris à Lyon et à la Méditerranée (PLM).
En 2007, la fermeture du point d'arrêt SNCF au trafic voyageur.
Le 10 janvier 2009, le TGV 5309 s'arrête avec l'une de ses motrices en feu, les 550 voyageurs sont évacués en gare de Saint-Jean-sur-Veyle.

## Service voyageurs
Gare fermée au trafic ferroviaire voyageurs.
La gare de Saint-Jean-sur-Veyle est desservie par un service routier de cars TER Rhône-Alpes entre Mâcon - Bourg-en-Bresse.